# サヨナラの準備は、もうできていた
「サヨナラの準備は、もうできていた」（サヨナラのじゅんびは、もうできていた）は、日本の映画『カノジョは嘘を愛しすぎてる』の劇中バンド・CRUDE PLAYのシングル。

## 概要
- 映画『カノジョは嘘を愛しすぎてる』の劇中に登場する男性4人組バンド・CRUDE PLAYのデビュー曲。
- 劇中のレーベルであるHEARST RECORDSを、ビクターエンタテインメント内に設立して発売された[2]。
- 期間限定スペシャルプライス盤と初回限定盤の2形態で発売され、初回限定盤には「サヨナラの準備は、もうできていた」のミュージック・ビデオを収録されたDVDが付属された。

## 収録曲
1. サヨナラの準備は、もうできていた [4:00]
作詞・作曲・編曲：亀田誠治
東宝配給系映画『カノジョは嘘を愛しすぎてる』劇中歌
2. サヨナラの準備は、もうできていた (instrumental) [4:00]
作曲・編曲：亀田誠治
表題曲のインストゥルメンタル。

## 収録アルバム
- 映画「カノジョは嘘を愛しすぎてる」〜MUSIC BOX〜 (#1)